# VIII. izborna jedinica za izbor zastupnika u Hrvatski sabor
VIII. izborna jedinica za izbor zastupnika Hrvatski sabor izborna je jedinica u Republici Hrvatskoj.
Obuhvaća:
- Cijela Istarska županija:
- Zapadni dio Primorsko-goranske županije:
  - gradovi i općine Bakar, Cres, Crikvenica, Kraljevica, Krk, Mali Lošinj, Novi Vinodolski, Opatija, Rab, Rijeka, Baška, Dobrinj, Kostrena, Lopar, Lovran, Malinska – Dubašnica, Mošćenička Draga, Omišalj, Punat i Vrbnik

## Od 1999. do 2022.
Od 1999. do  2022., obuhvaćala je područje Istarske županije i zapadni dio Primorsko-goranske županije, i to:
- područje Istarske županije u cijelosti,
- zapadni dio Primorsko-goranske županije – gradovi i općine: Baška, Cres, Crikvenica, Dobrinj, Kostrena, Kraljevica, Krk, Lovran, Mali Lošinj, Malinska – Dubašnica, Matulji, Mošćenička Draga, Omišalj, Opatija, Punat, Rab, Rijeka, Vrbnik.

Bila je definirana Zakonom o izbornim jedinicama za izbor zastupnika u Zastupnički dom Hrvatskoga državnog sabora od 29. listopada 1999. godine, člankom 11. Odluku o proglašenju donio je predsjednik Republike Hrvatske dr Franjo Tuđman 3. studenoga 1999. godine. Potpisnik zakona koji je donio Zastupnički dom Hrvatskoga državnog sabora je predsjednik Zastupničkog doma Vlatko Pavletić.